# بخش اورتورنیو
بخش اورتورنیو (به سوئدی: Övertorneå kommun) یک ناحیه شهری در سوئد است که در شهرستان نوربوتن واقع شده‌است.